# Stephen L. Price
Pour les articles homonymes, voir Price.
Stephen L. Price, né le 9 novembre 1960, et mort le 22 mai 1995, est un superviseur d'effets visuels chez Industrial Light & Magic, l'une des toutes premières sociétés du genre.
Il a notamment travaillé sur Hook (1991), La mort vous va si bien (1992), et Jurassic Park (1993).
Son dernier film est Jumanji (1995), celui-ci est d'ailleurs dédié à sa mémoire. Il meurt à l'âge de 34 ans dans le Comté de Marin en Californie d'un cancer du pancréas.